# (467147) 2016 EJ83
(467147) 2016 EJ83 es un asteroide perteneciente al cinturón de asteroides, descubierto el 22 de mayo de 2006 por el equipo Spacewatch desde el Observatorio Nacional de Kitt Peak (Arizona, Estados Unidos).